# Изюмская и Купянская епархия
Изю́мская и Купя́нская епа́рхия — епархия Украинской православной церкви. Включает территорию Балаклейского, Барвенковского, Близнюковского, Боровского, Великобурлукского, Волчанского, Двуречанского, Змиевского, Изюмского, Купянского, Печенежского, Чугуевского и Шевченковского районов Харьковской области.

## История
17 апреля 2000 года решением Священного синода Украинской православной церкви было учреждено Изюмское викариатство Харьковской и Богодуховской епархии. Территория Изюмского викариатства распространялась на 12-й округ Харьковской епархии, включавший Изюмский и Боровский районы Харьковской области.
Решением Синода от 8 мая 2012 года образована самостоятельная Изюмская и Купянская епархия путём выделения из состава Харьковской епархии 13 районов. В составе Харьковской епархии остались сам Харьков и 14 районов области.
При образовании епархии Дергачёвский и Золочевский районы Харьковской области не имели общей границы с епархией и являлись эксклавом. Сообщение этих районов с остальной епархией было возможно либо через Харьковский район Украины (Харьковская епархия), либо Россию (Белгородская епархия). Это не имело значения в викариатстве, поскольку викарный епископ Изюмский Онуфрий постоянно проживал в Харькове, к которому эти районы были близки. Но с образованием самостоятельной епархии епископ Изюмской епархии имеет резиденцию в Изюме, откуда данные два района максимально далеки. Это побудило правящего архиерея подать ходатайство о изменении границ епархии.
Решением Священного синода Украинской православной церкви от 20 июля 2012 года к Харьковской епархии отнесены Дергачёвский и Золочевский районы Харьковской области, входившие с 8 мая по 20 июля в состав Изюмской епархии; одновременно к Изюмской епархии отнесены Барвенковский и Близнюковский районы Харьковской области, входившие ранее в состав Харьковской епархии.

## Епископы
Изюмское викариатство Харьковской епархии
- Онуфрий (Лёгкий) (22 апреля 2000 — 8 мая 2012)

Изюмская епархия
- Елисей (Иванов) (8 мая 2012 — 23 ноября 2022)
- Онуфрий (Лёгкий) (28 сентября 2022 — 27 ноября 2022) в/у
- Иоанн (Терновецкий) (с 27 ноября 2022 года)

## Святыни
- Песчанская икона Божией Матери — обретена в 1754 году святителем Иоасафом епископом Белгородским, от неё произошло много чудес. Считается покровительницей России.
- Высочиновская икона Божией Матери — чудотворная, обретена около 1700 года в Высочиновке. На месте обретения был построен Высочиновский монастырь.
- Чудотворный образ Спаса Нерукотворного — икона 18 века, мгновенно обновившаяся в 1997 году в Борисоглебском монастыре.
- Источник Божией Матери — Кириченкова криница[5]. Целительный источник находится неподалёку от Вознесенского собора Изюма.

## Соборы
- Вознесенский собор (Изюм) (1826) — кафедральный, стиль русский классицизм.
- Преображенский собор (Изюм) (1684) — стиль барокко, самый старый сохранившийся храм области.
- Собор Троицы Живоначальной (Змиёв) — был снесён, в 2012 заново построен[6].
- Никольский собор (Купянск) (1852) — второй кафедральный собор епархии.
- Покровский собор (Купянск) — был уничтожен.
- Покровский собор (Чугуев) (1834)[7] — главный православный собор округа военных поселений, стиль русский классицизм.
- Преображенский собор (Водяное) — строится с 2012 года.

## Собор Изюмских святых
В 2019 году решением Синода Украинской Православной Церкви установлен Собор Изюмских святых (исповедников и новомучеников земли Изюмской):
- свящ. Андронов, Стефан Александрович (15.09.1867, Золочев — 13.11.1937, Харьков)
- свящ. Василевский, Владимир Николаевич (06.01.1892, Ташкент — 11.01.1938, Харьков)
- прот. Дорошенко, Петр Варфоломеевич (1882, Чугуев — 17.01.1938, Харьков)
- свящ. Ефимов, Николай Сергеевич (03.02.1890, Верхний Салтов — 16.01.1938, Харьков)
- свящ. Жуков, Иларион Николаевич (1863, Чабановка — 16.01.1938, Харьков)
- свящ. Краснокутский, Павел Михайлович (1883, Покровское — после 1930, место неизвестно)
- свящ. Мартыненко, Яков Ильич (04.01.1878, Коротич — 16.12.1937, Харьков)
- свящ. Мигулин, Николай Тимофеевич (04.12.1872, Малая Волчья — 15.11.1937, Харьков)
- свящ. Оськин, Симеон Кириллович (24.05.1880, Песчаное — 05.09.1937, Харьков)
- свящ. Протопопов, Гавриил Александрович (26.03.1880, Печенеги — 23.05.1938, Харьков)
- прот. Редозубов, Яков Иванович (1871, Чугуев — 19.01.1938, Харьков)
- свящ. Татаринов, Алексей Николаевич (30.03.1885, Кунье — [09.12.1937?] 10.01.1938, Харьков)
- свящ. Тимонов, Иоанн Васильевич (1879, Чернянская — 16.12.1938, Харьков)
- свящ. Федотов, Лукиан Петрович (13.10.1895, Изюм — 17.01.1938)
- свящ. Фёдоров, Иван Петрович (1871, Старое Сеславино — 07.09.1937, Харьков)
- свящ. Чаговец, Дионисий Андреевич (Дионисий Слободской; 1886, Дергачи — 28.11.1937, Харьков)
- иеромонах Паисий (Москот) (08.12.1869, Пески Радьковские — 15.12.1937, Харьков)

Память новомучеников Изюмских Православная Церковь отмечает в субботу третьей седмицы после Пасхи.

## Монастыри
- Борисоглебский женский монастырь (Водяное)
- С конца 2012 года на месте обретения Песчанской иконы строится мужской Песчанский монастырь (Изюм).
- С 2020 года на месте обретения Высочиновской иконы восстанавливается Змиевской Высочиновский монастырь (Высочиновка).

бывшие
- Гороховатская Богородичная пустынь (близ села Гороховатка, Боровский район)

## Награды епархии
- Медаль Иоасафа Белгородского (1 и 2 степени).